# Bactrocera apiconigroscutella
Bactrocera apiconigroscutella
 es una especie de díptero que Drew y Raghu describieron por primera vez en 2002. Bactrocera apiconigroscutella pertenece al género Bactrocera de la familia Tephritidae.